# Ibiza
Ibiza (kat. Eivissa) – trzecia co do wielkości i druga co do liczby ludności wyspa hiszpańskiego archipelagu Baleary, położona w zachodniej jego części. Powierzchnia 571 km², największa w grupie Pitiuz.

## Historia
W VII w. p.n.e. na wyspie osiedlili się Fenicjanie. Następnie przeszła w ręce Kartagińczyków. W czasach rzymskich Ibiza nosiła nazwę Ebusus. Tak samo nazywało się jej główne miasto i port. Po upadku Rzymu wyspą rządzili Bizantyjczycy i Wandalowie. Po podboju arabskim wyspa podlegała Taifie ze stolicą w mieście Dénia. Dla Aragonii pozyskał ją w 1235 Jakub I Zdobywca. Król Hiszpanii Filip V zniósł autonomię lokalną. Obecnie wyspa wraz z Majorką i Minorką cieszy się autonomią w obrębie jednej wspólnoty autonomicznej.

## Ludność
Jej stolicą i największym miastem jest Ibiza, innym ważnym miastem jest San Antonio. Liczba ludności wyspy wynosi 141 000, w tym oficjalnie 8000 cudzoziemców, jednak nieoficjalnie liczba cudzoziemców tam mieszkających wynosi około 50%, są to głównie Niemcy i Brytyjczycy.
Polonia na stałe zamieszkująca Ibizę stanowi znikomy odsetek mieszkańców wyspy, według szacunków wynosi około 200 osób i nie jest obecnie skupiona wokół żadnej organizacji polonijnej. W sezonie letnim liczba Polaków mieszkających na wyspie znacznie się zwiększa za sprawą przybywających tu zarówno turystów, jak i pracowników sezonowych, zatrudnianych głównie w hotelarstwie i gastronomii.

## Geografia
Ukształtowanie terenu wyżynne z maksymalnym wzniesieniem sięgającym 475 m. Roślinność wyspy tworzą głównie zarośla palmitos i makii.

### Klimat
| Miesiąc | Sty  | Lut  | Mar  | Kwi  | Maj  | Cze  | Lip  | Sie  | Wrz  | Paź  | Lis  | Gru  | Roczna |
| --- | ---- | ---- | ---- | ---- | ---- | ---- | ---- | ---- | ---- | ---- | ---- | ---- | ------ |
| Średnie temperatury w dzień [°C]                                                                                                | 15.7 | 15.9 | 17.7 | 19.7 | 22.7 | 26.8 | 29.7 | 30.3 | 27.7 | 24.0 | 19.6 | 16.7 | 22,2   |
| Średnie dobowe temperatury [°C]                                                                                                 | 11.9 | 12.1 | 13.7 | 15.6 | 18.6 | 22.6 | 25.6 | 26.3 | 23.8 | 20.2 | 15.9 | 13.1 | 18,3   |
| Średnie temperatury w nocy [°C]                                                                                                 | 8.1  | 8.3  | 9.6  | 11.4 | 14.6 | 18.4 | 21.4 | 22.2 | 19.9 | 16.5 | 12.3 | 9.5  | 14,3   |
| Opady [mm] | 37   | 36   | 27   | 31   | 27   | 11   | 5    | 18   | 57   | 58   | 53   | 52   | 413    |
| Średnia liczba dni z opadami | 4.9  | 5.0  | 3.3  | 4.1  | 3.2  | 1.4  | 0.5  | 1.5  | 4.2  | 5.6  | 5.6  | 5.4  | 44,7   |
| Wilgotność [%] | 75   | 73   | 72   | 70   | 70   | 67   | 67   | 69   | 71   | 73   | 73   | 74   | 71     |
| Średnie usłonecznienie [h] | 162  | 166  | 211  | 246  | 272  | 299  | 334  | 305  | 236  | 205  | 157  | 151  | 2744   |
| Źródło: Agencia Estatal de Meteorología (liczba dni z opadami dla wartości 1 mm, wysokość 6 m n.p.m., 2 km od morza, 1981-2010) |      |      |      |      |      |      |      |      |      |      |      |      |        |

| Sty  | Lut  | Mar  | Kwi  | Maj  | Cze  | Lip  | Sie  | Wrz  | Paź  | Lis  | Gru  | Rok  |
| ---- | ---- | ---- | ---- | ---- | ---- | ---- | ---- | ---- | ---- | ---- | ---- | ---- |
| 14,7 | 14,3 | 14,4 | 16,3 | 19,1 | 22,6 | 25,1 | 26,2 | 25,2 | 22,7 | 19,6 | 16,6 | 19,7 |

## Turystyka i gospodarka
Na Ibizie uprawia się głównie oliwki, migdały, winną latorośl, owoce cytrusowe oraz zboża, głównie pszenicę. Istotne znaczenie ma również rybołówstwo.
Dla turystyki Ibiza była wyspą nieodkrytą do końca lat 70. dwudziestego wieku, z dziewiczymi wzniesieniami i krajobrazami. Dzisiaj jest to miejsce, gdzie rozwinęła się turystyka masowa. Lotnisko na Ibizie jest jednym z największych w Hiszpanii co do liczby pasażerów. Zwraca uwagę fakt, że zanim pojawił się tam masowy ruch turystyczny, wyspa była celem wycieczek hippisów. 
Dzięki sławnym klubom muzycznym, takim jak Pacha, Space, Privilege oraz Amnesia, Ibiza kojarzona jest z muzyką elektroniczną (do 2008 r. głównie z gatunkiem trance, obecnie także z gatunkami house, minimal oraz techno).
Na północnym skraju wyspy znajduje się latarnia morska Moscater, najwyższa tego typu budowla na Balearach.